# Прилепы (Ельнинский район)
Приле́пы — деревня  в  Смоленской области России,  в Ельнинском районе. Население – 13 жителей (2007 год)  . Расположена в юго-восточной части области в 1 км северо-восточнее  Ельни, на левом берегу реки Десна. Входит в состав Ельнинского  городского поселения.

## История
В годы Великой Отечественной войны деревня была местом ожесточённых боёв. Первый раз деревня была оккупирована гитлеровскими войсками в июле 1941 года.. Освобождена в ходе Ельнинской операции. Повторно оккупирована 5 октября 1941 года. Окончательно освобождена в ходе Ельнинско-Дорогобужской операции 30 августа 1943 года.

## Экономика
3 сельхозпредприятия («Прилепы», «Корунд», «Славутич»)..